# 沖暖詩站
沖暖詩站（音素換寫：S̄t̄hānī ch̀xng nnthrī，皇家轉寫：Sathani Chong Nonsi，發音：[sā.tʰǎː.nīː t͡ɕʰɔ̂ŋ nōn.sīː]）位於泰國首都曼谷挽叻縣，為曼谷BTS（高架電車）是隆線上的一座車站，車站編號為S3。此站附近是外國駐泰大使館林立的地區，毗鄰曼谷快速公交系統的沙通車站，可在此站轉乘。

## 车站构造
沖暖詩車站为地上高架三层车站，站厅位于架空二层，站台位于架空三层，为双侧式站台。
| U3 | 侧式站台左侧车门将会打开 | 侧式站台左侧车门将会打开                                                            |
| U3 | 4站台                    | 是隆線往國家運動場                                                                  |
| U3 | 3站台                    | 是隆線往曼瓦                                                                        |
| U3 | 侧式站台左侧车门将会打开 |                                                                                     |
| U2 | 站厅                     | 售票处、自助售票机、商店、出口。人行天桥往BRT沙吞车站、沙吞广场、帝国塔、大京都大厦 |
| G  | 地面                     | 沙吞路、沖暖詩运河、公交站                                                          |

- 车站外观
- 站厅
- 车站站台
- 一列进站列车

## 接驳交通

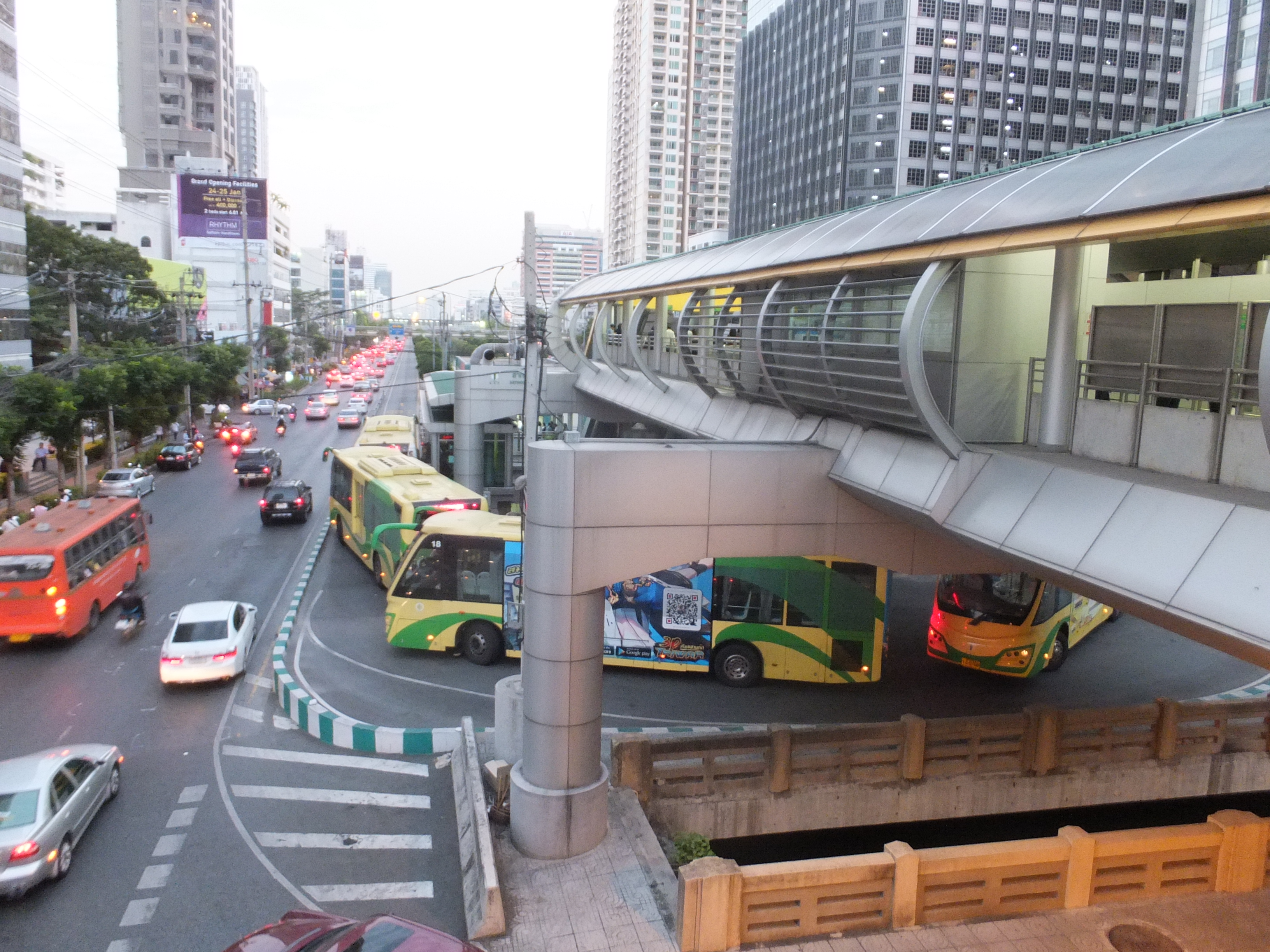
通往BRT车站的天桥

### BRT
曼谷快速公交系统沙吞-拉差蓬线沙吞车站位于沖暖詩車站南侧，两者间有天桥相连。

## 鄰近地點

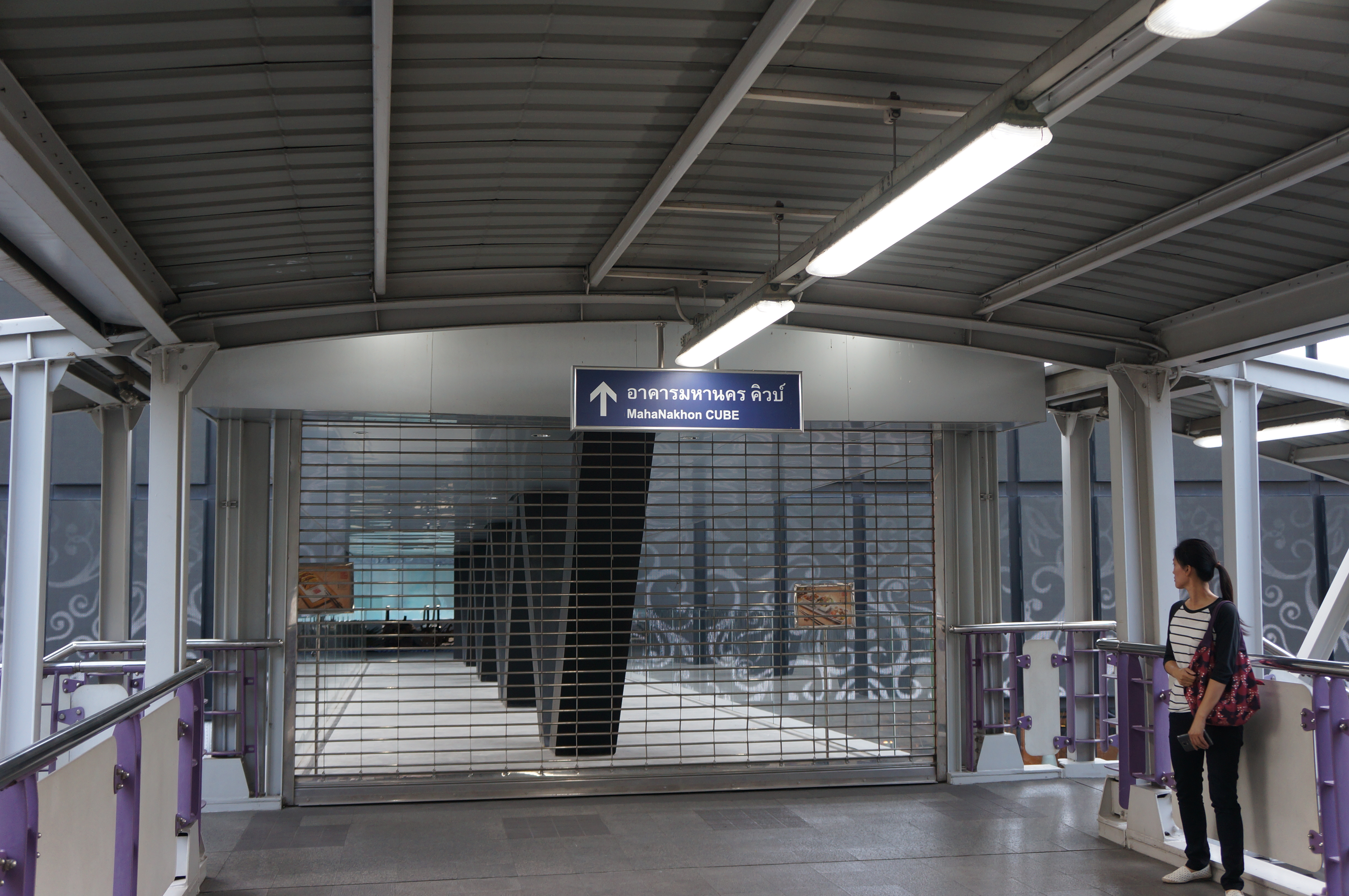
通往大京都大厦的天桥

- 大京都大厦
- 沙吞广场
- 帝国塔
- 新加坡駐泰國大使館
- 阿曼駐泰國大使館
- 沙地阿拉伯駐泰國大使館
- 比利時駐泰國大使館
- 駐泰國台北經濟文化辦事處
- W Bankok Hotel

## 外部連結
- 曼谷集體運輸系統（架空電車）的官方網站